# Schaffnersitz

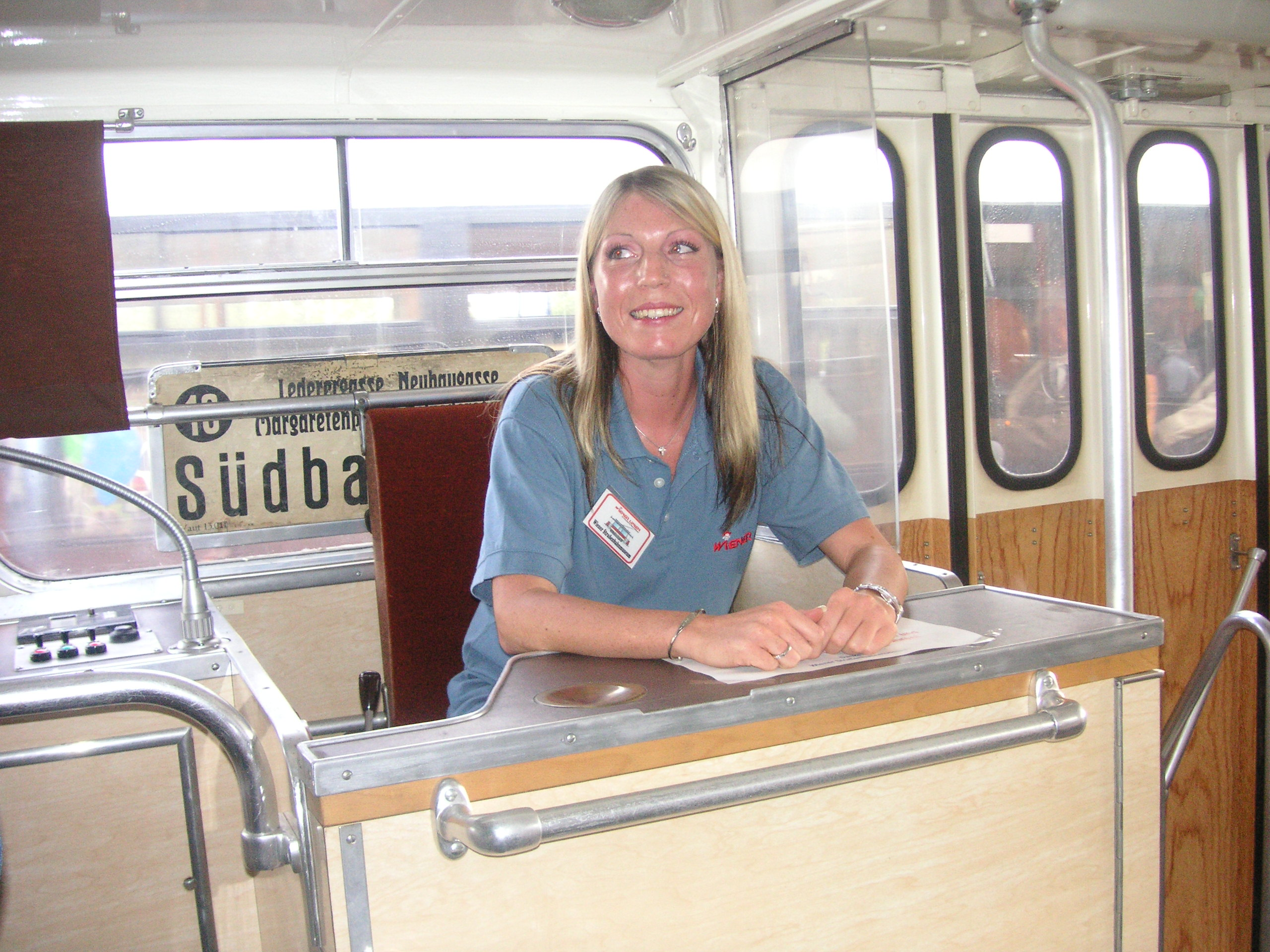
Schaffnerplatz in einem Wiener Autobus

Schaffnersitz, auch Schaffnerplatz, Schaffnersitzplatz, Schaffnerarbeitsplatz, Schaffnerpult, Schaffnerkanzel, Schaffnerthron oder in der Schweiz Kondukteursitz bzw. Billeteursitz, nennt man eine – heute weitgehend verschwundene – Einrichtung in einem Straßenbahnwagen, einem Oberleitungsbus oder einem Omnibus, die dem Schaffner als fester Arbeitsplatz zum Fahrkarten-Verkauf und zur Fahrkartenkontrolle dient. Es handelt sich dabei um eine im Einstiegsbereich des Fahrzeugs angeordnete und in der Regel hüfthohe Umfriedung, wobei der Schaffner meist mit dem Rücken zum Fenster sitzt und die Passagiere seitlich oder frontal bedient. Seltener sind rundum geschlossene Schaffnerkabinen respektive Kondukteurkabinen bzw. Billeteurkabinen. 
Der Schaffnerplatz ist meist etwas erhöht angeordnet, damit der gesamte Innenraum und insbesondere die Türbereiche überblickt werden können. Rund um den Arbeitsplatz angeordnet sind zusätzliche Hilfsmittel für die Abfertigung:
- ein sogenannter Zahltisch mit Zahlteller, häufig auch mit integriertem Galoppwechsler
- ein Mikrofon zur Ausrufung der Haltestellen oder für sonstige Durchsagen
- ein an den Fahrer gerichtetes und automatisch übermitteltes Abfahrsignal als Ersatz für die traditionelle Klingelleine
- Schaltknöpfe für die Türbedienung, sofern diese nicht durch den Fahrer oder automatisiert (Lichtschranke, Trittbrett mit Kontakt) erfolgt

Schaffnersitze kommen in aller Regel nur im Zusammenspiel mit dem sogenannten Fahrgastflussverfahren zum Einsatz. Hierbei müssen die Fahrgäste zwingend dort einsteigen, wo der Sitzschaffner sie abkassiert respektive kontrolliert – alle anderen Türen dienen in diesem Fall nur dem Ausstieg. Vor Aufkommen dieses Prinzips waren sogenannte Pendelschaffner üblich, die die Passagiere an ihrem jeweiligen Sitz- oder Stehplatz abfertigten und hierzu nach jeder Haltestelle von einem Wagenende zum anderen (bei Doppeldeckwagen auch aufs Oberdeck) wechseln mussten. Teilweise waren die Schaffnersitze auch nur in den aufkommensstarken Hauptverkehrszeiten in Betrieb. In den Schwachlastzeiten blieben sie hingegen verwaist, weil dann der Fahrer die Aufgaben des Schaffners übernahm. 
Vereinzelt existierten auch lange Gelenkstraßenbahnwagen mit zwei Schaffnersitzen, ein Beispiel hierfür war der Stuttgarter Typ SSB GT6. Bei diesem saßen die beiden Schaffner vor und hinter dem Gelenk, wobei jeder jeweils für eine Wagenhälfte zuständig war. Auch Zweirichtungsfahrzeuge hatten mitunter zwei Schaffnersitze (von denen aber immer nur einer in Benutzung war), damit die Fahrgäste unabhängig von der jeweiligen Fahrtrichtung wie gewohnt immer hinten einsteigen konnten.

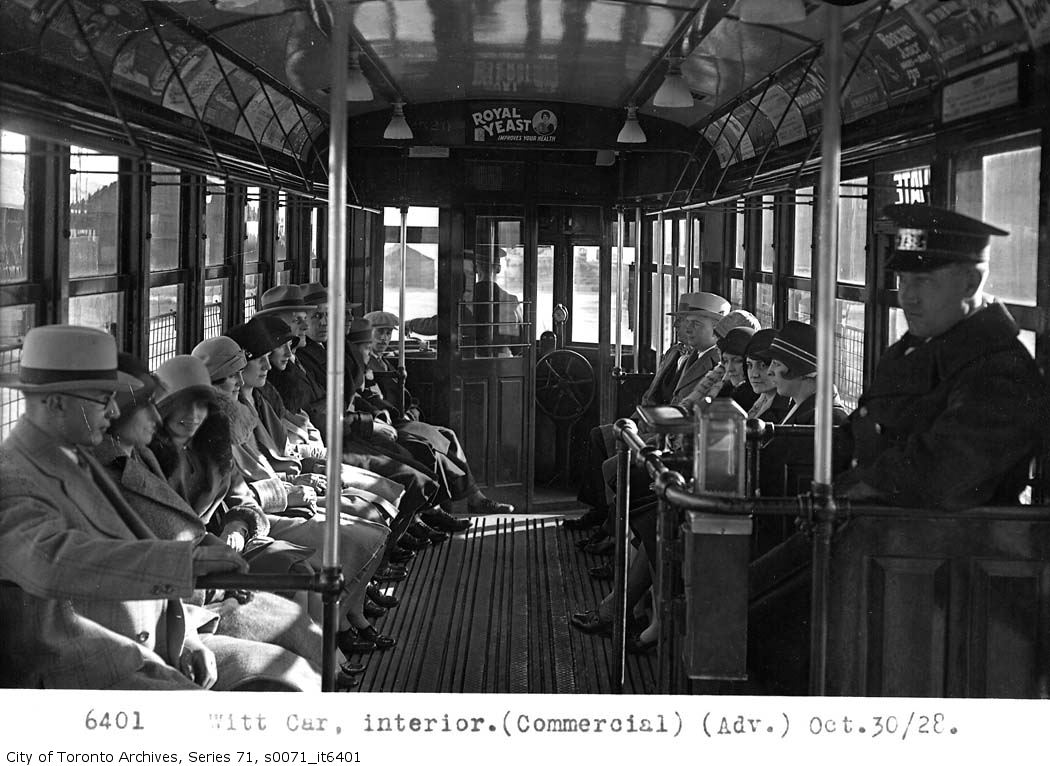
Peter-Witt-Wagen der Straßenbahn Toronto: der Schaffner hat alle Fahrgäste abgefertigt und wartet auf die nächste Station
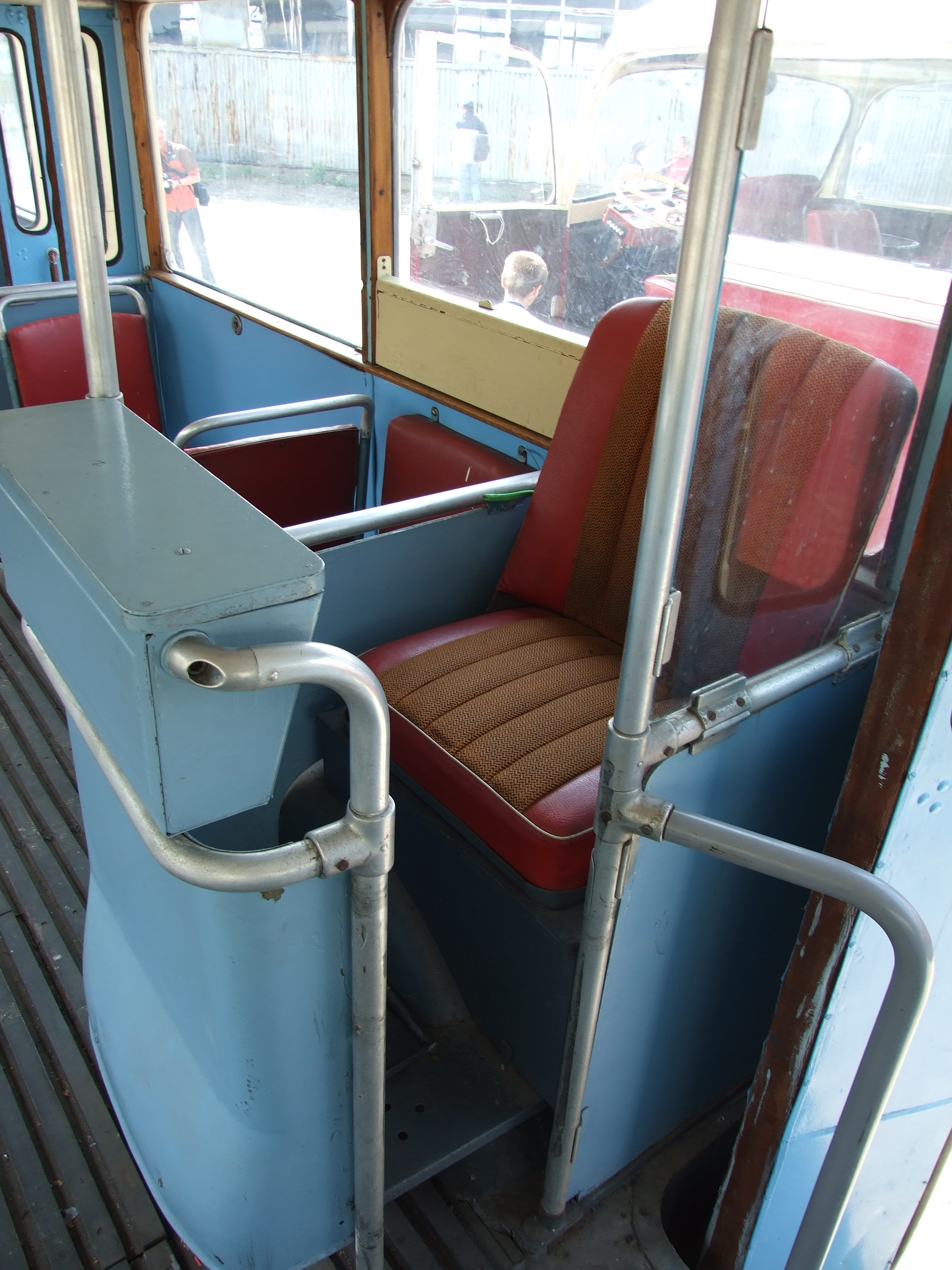
Schaffnerplatz in einem Škoda-Oberleitungsbus, inklusive Schaltpult für die Türbedienung
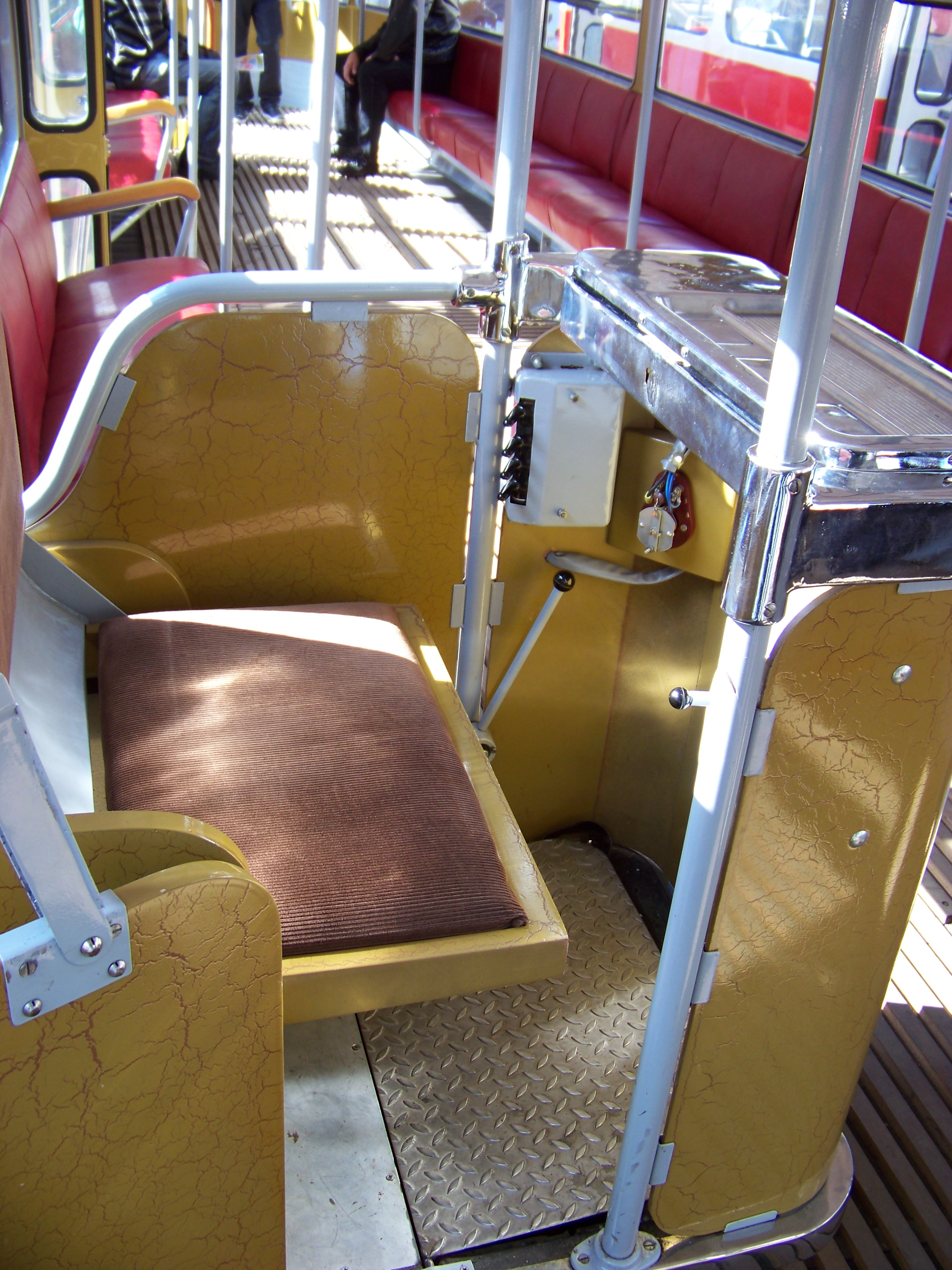
Der Arbeitsplatz aus der Sicht des Personals, hier in einem Tatra T1
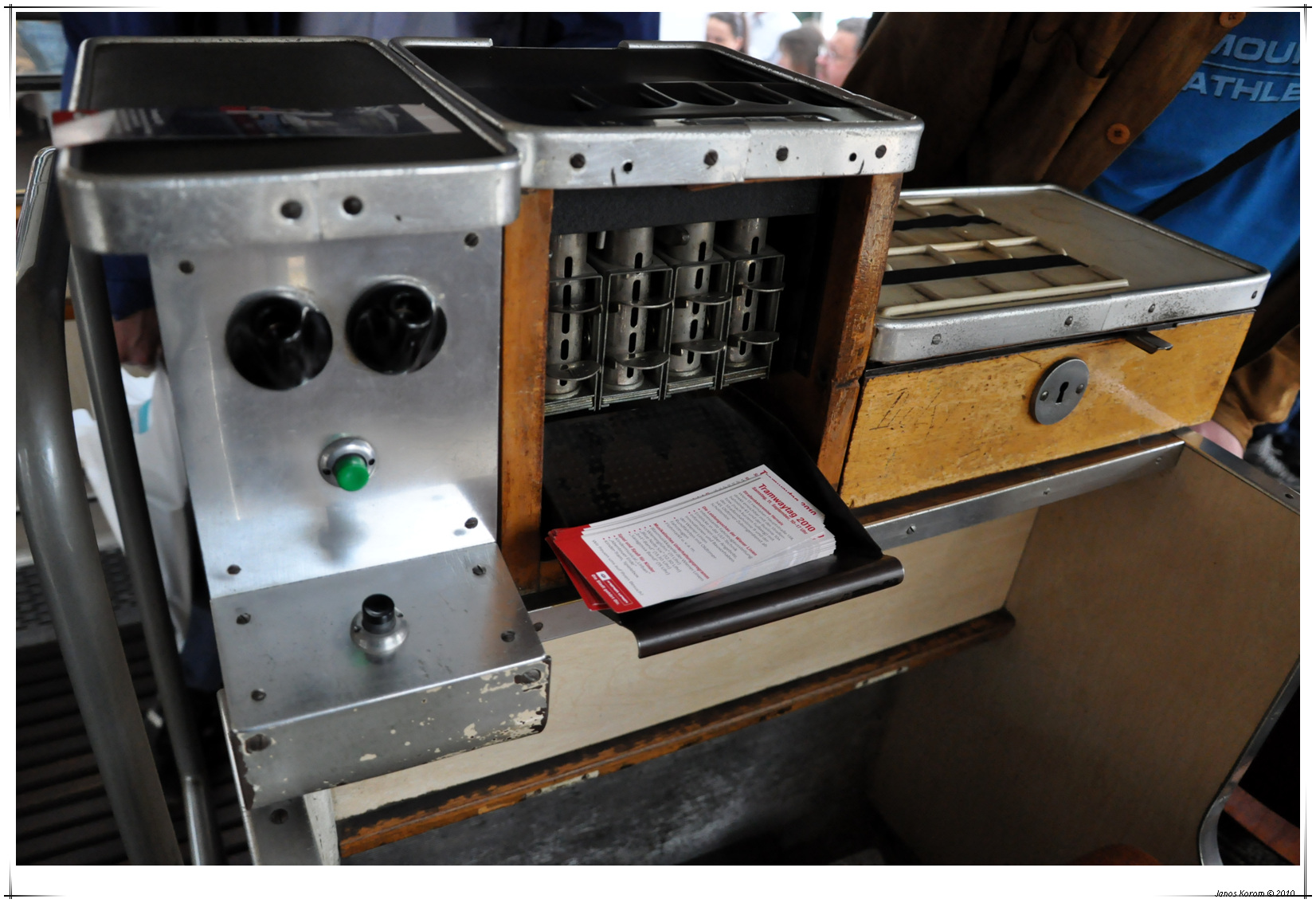
Zahltisch mit integriertem Galoppwechsler und Zahlteller im Detail
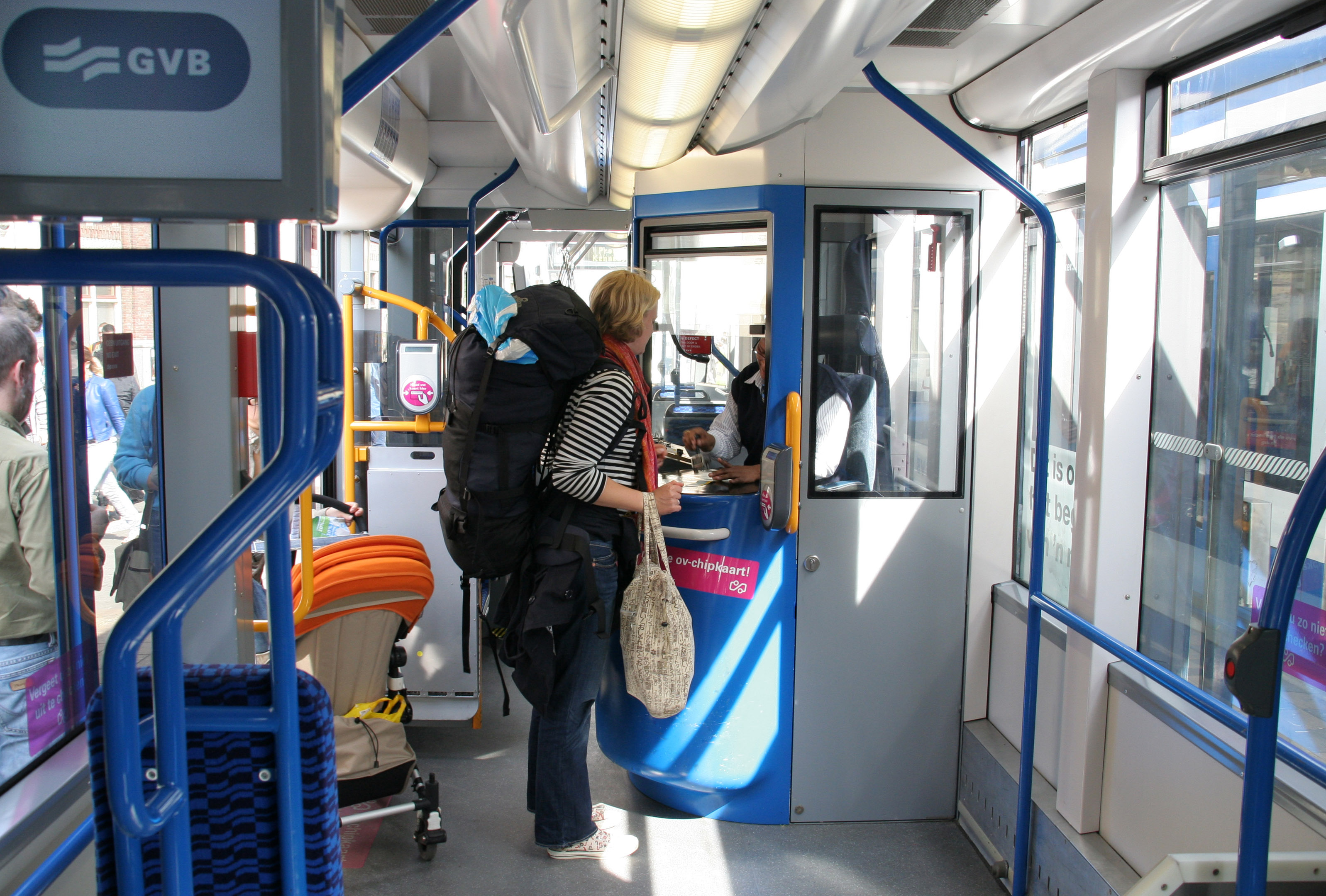
Moderne Schaffnerkabine in einem Combino der Straßenbahn Amsterdam
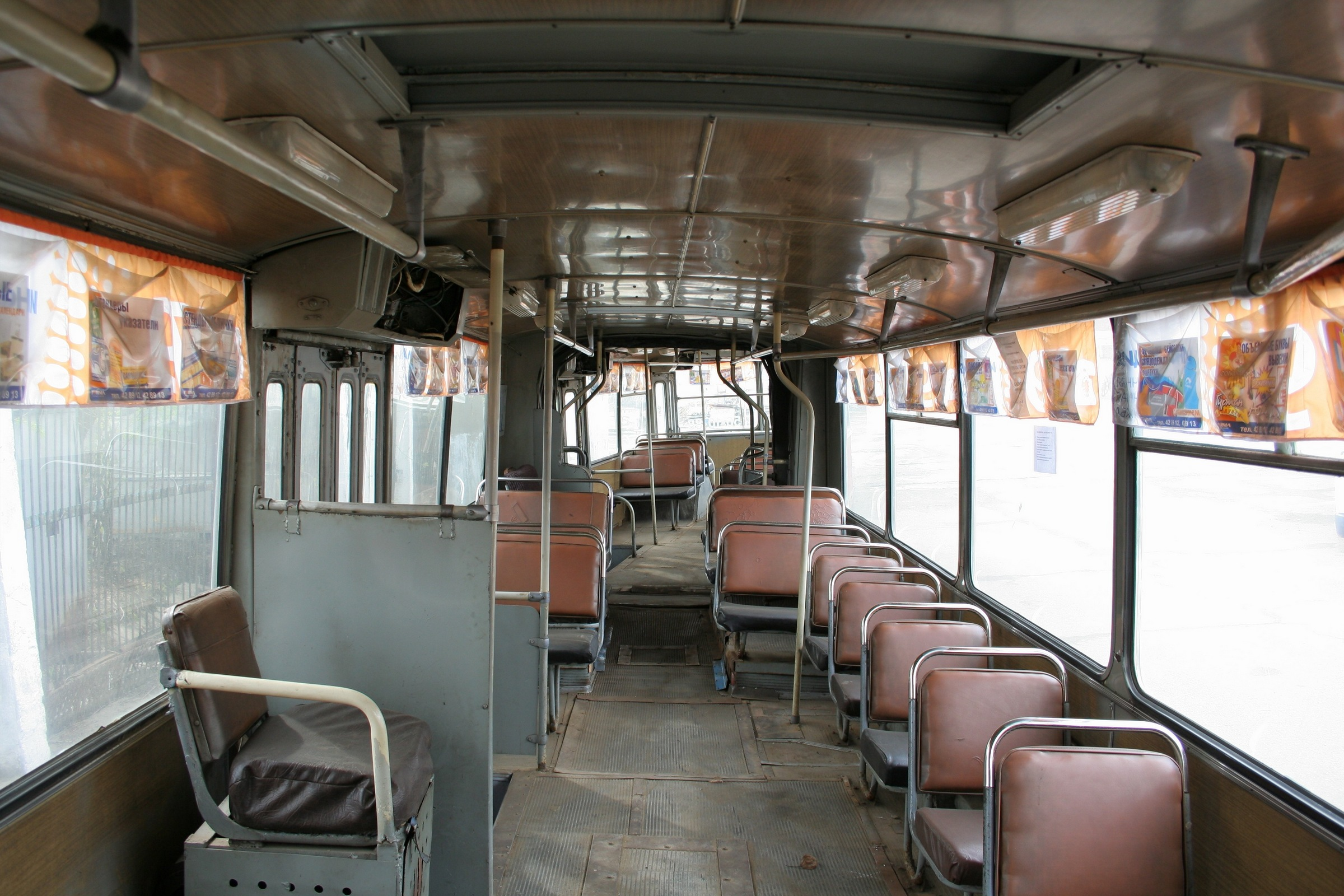
Einfacher Schaffnersitz im russischen Tomsk, erhöht aber ohne Einfassung